# 가트주

가트주

가트주(아랍어: ‏غات)는 리비아 남서부에 위치한 주로, 주도는 가트이며 면적은 72,700km2, 인구는 23,518명(2006년 기준)이다. 서쪽과 남서쪽으로는 알제리, 남쪽으로는 니제르와 국경을 맞대고 있으며 북쪽으로는 와디알샤티주, 북동쪽으로는 와디알하야주, 동쪽으로는 무르주크주와 인접해 있다.